# Dobříňský háj
Dobříňský háj je přírodní památka na levém břehu Labe u obce Dobříň v okrese Litoměřice. Chráněné území s rozlohou 21,202 ha bylo vyhlášeno 15. ledna 2011. Důvodem jeho zřízení je ochrana přírodě blízké lesní vegetace podsvazu Ulmenion (luhy nížinných řek) v záplavovém území Labe s výskytem sněženky podsněžníku (Galanthus nivalis) a významným výskytem ohrožených druhů hmyzu vázaného na dřevní hmotu. Území také zahrnuje zbytek starého stromořadí s převahou dubu letního. Z dalších květin zde roste např. sasanka pryskyřníkovitá (Anemone ranunculoides), dymnivka dutá (Corydalis cava), pižmovka mošusová (Adoxa moschatellina) či křivatec žlutý (Gagea lutea).

Galerie
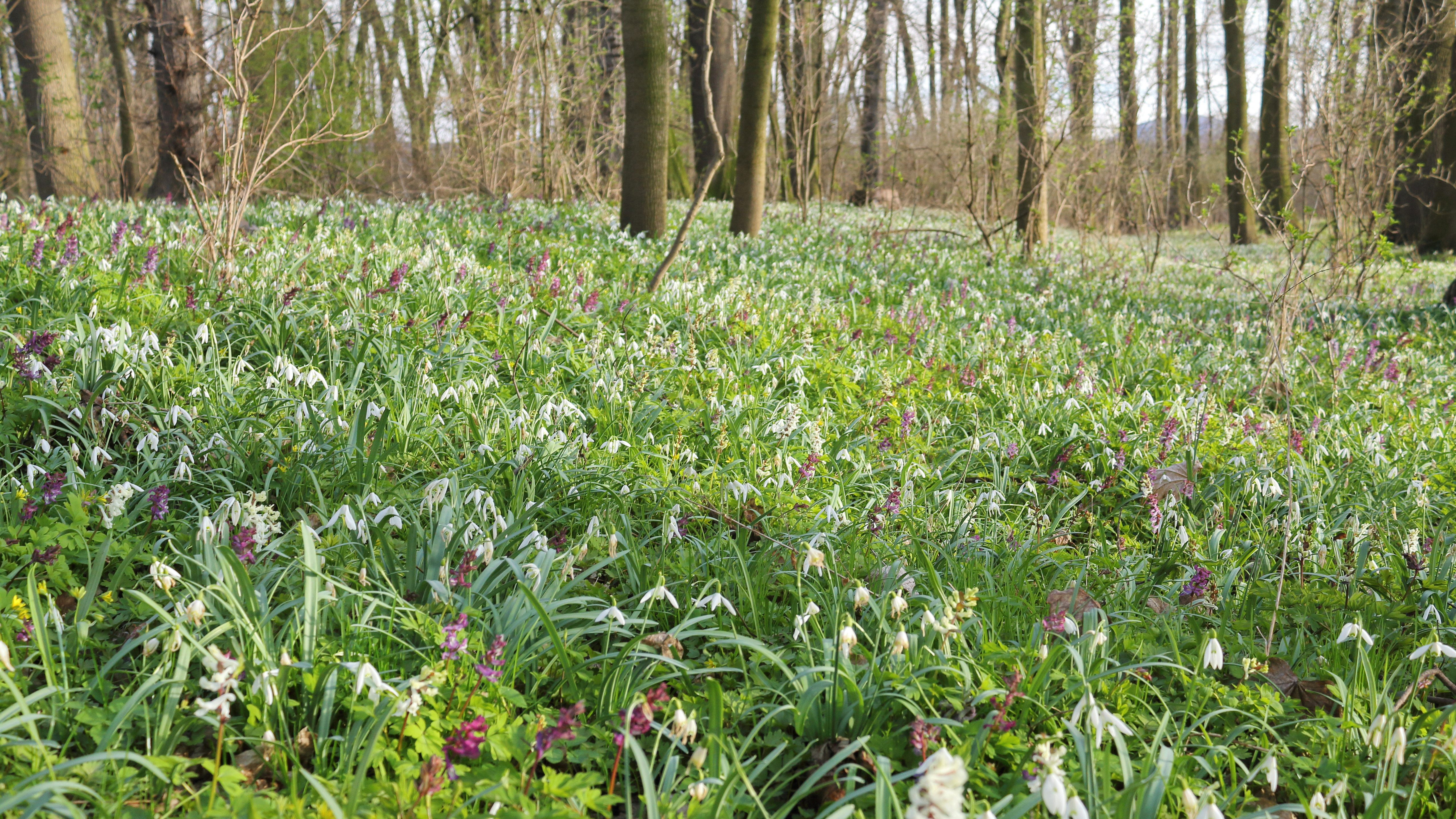
Sněženky v březnu
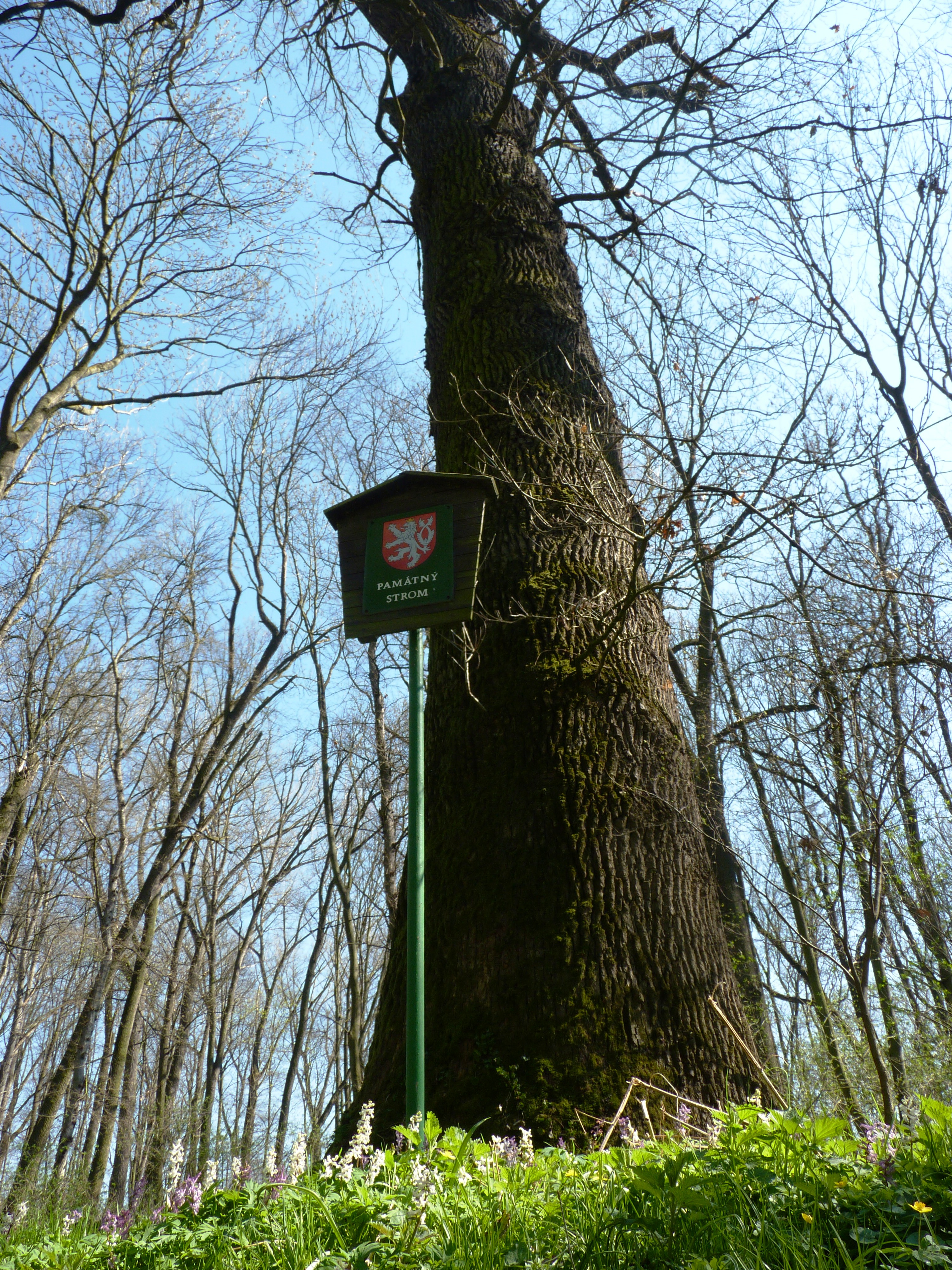
Jeden ze čtyř památných dubů v oblasti
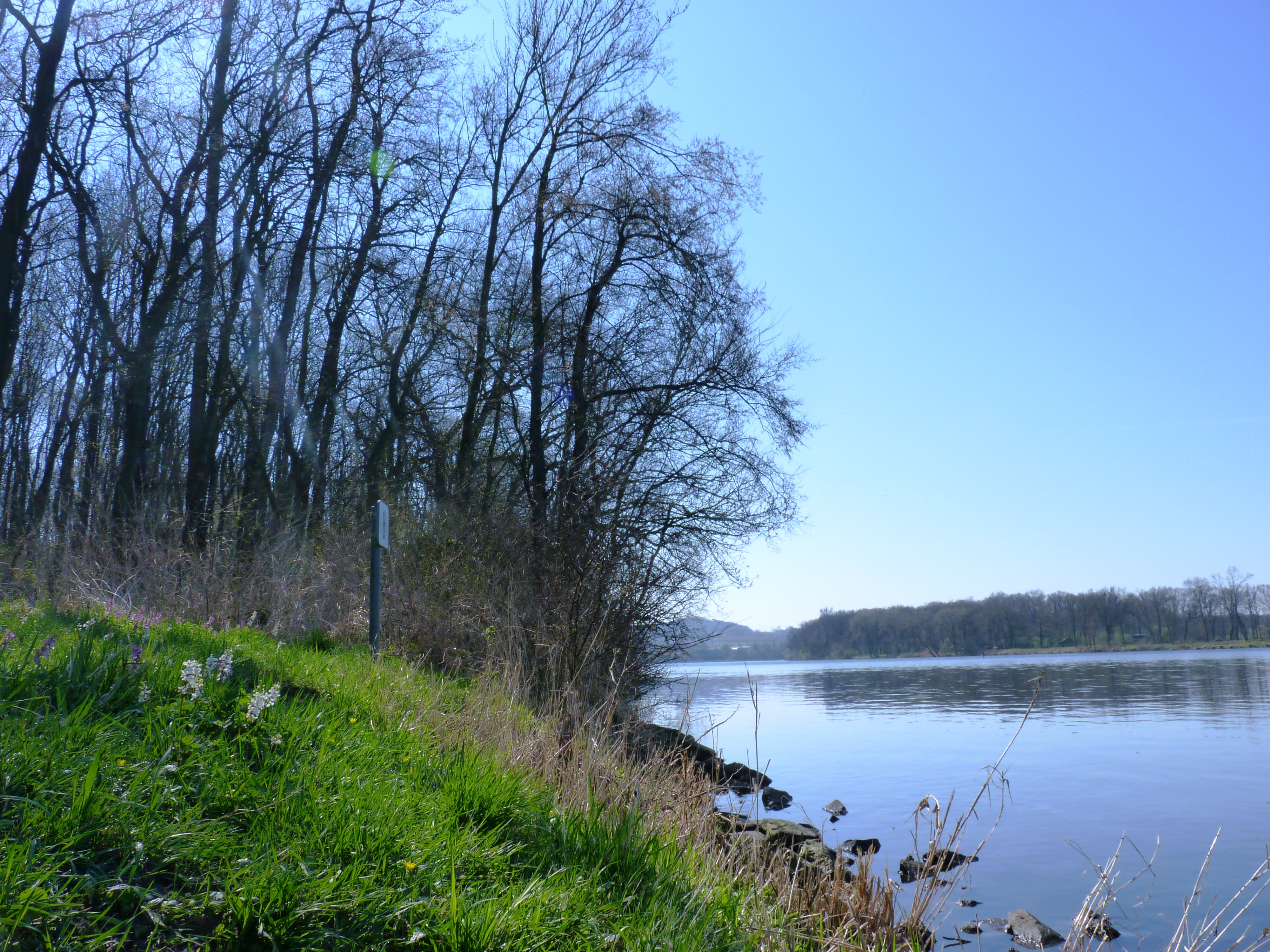
Háj kopíruje břeh Labe
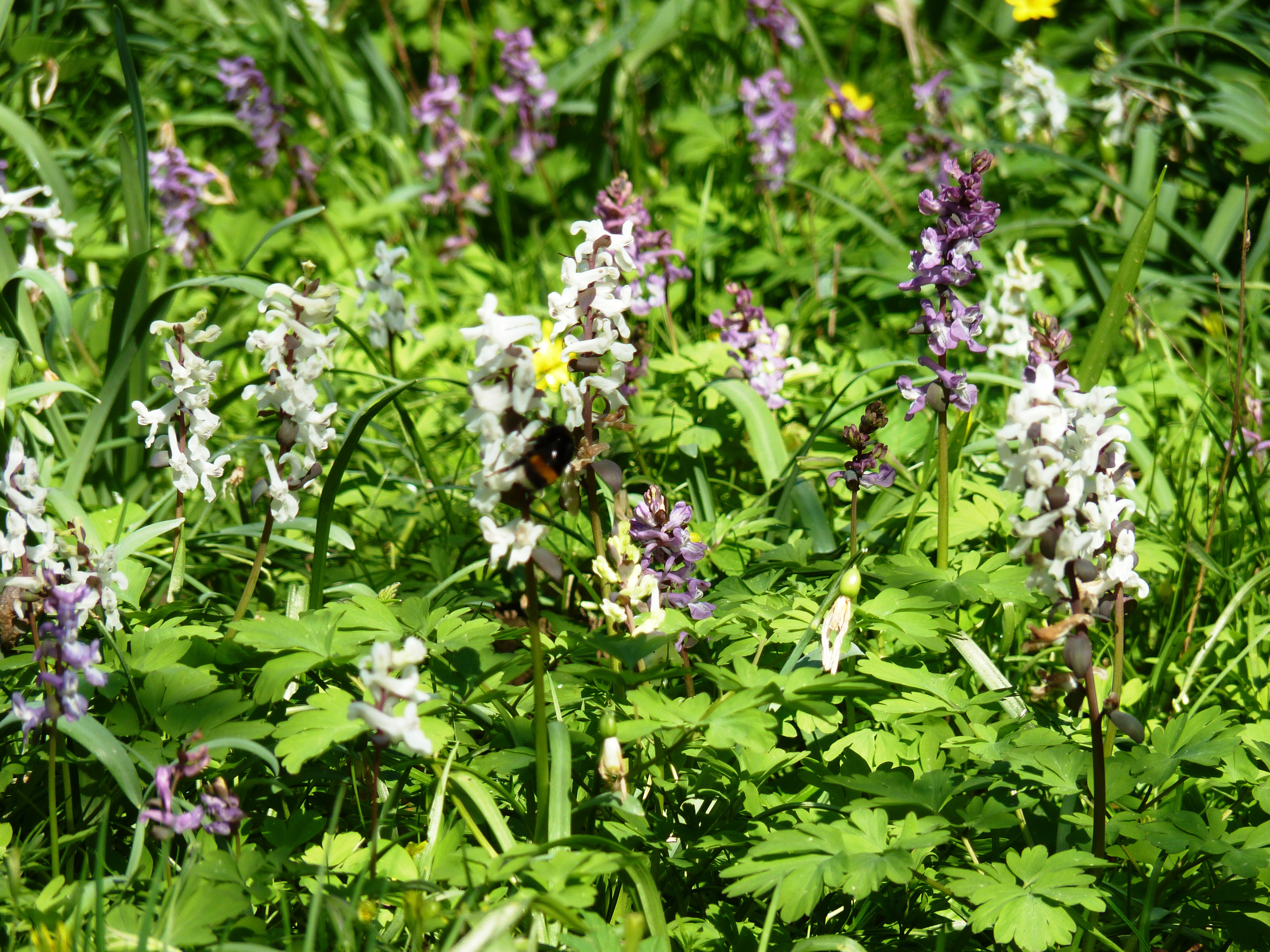
Čmelák opyluje květinu
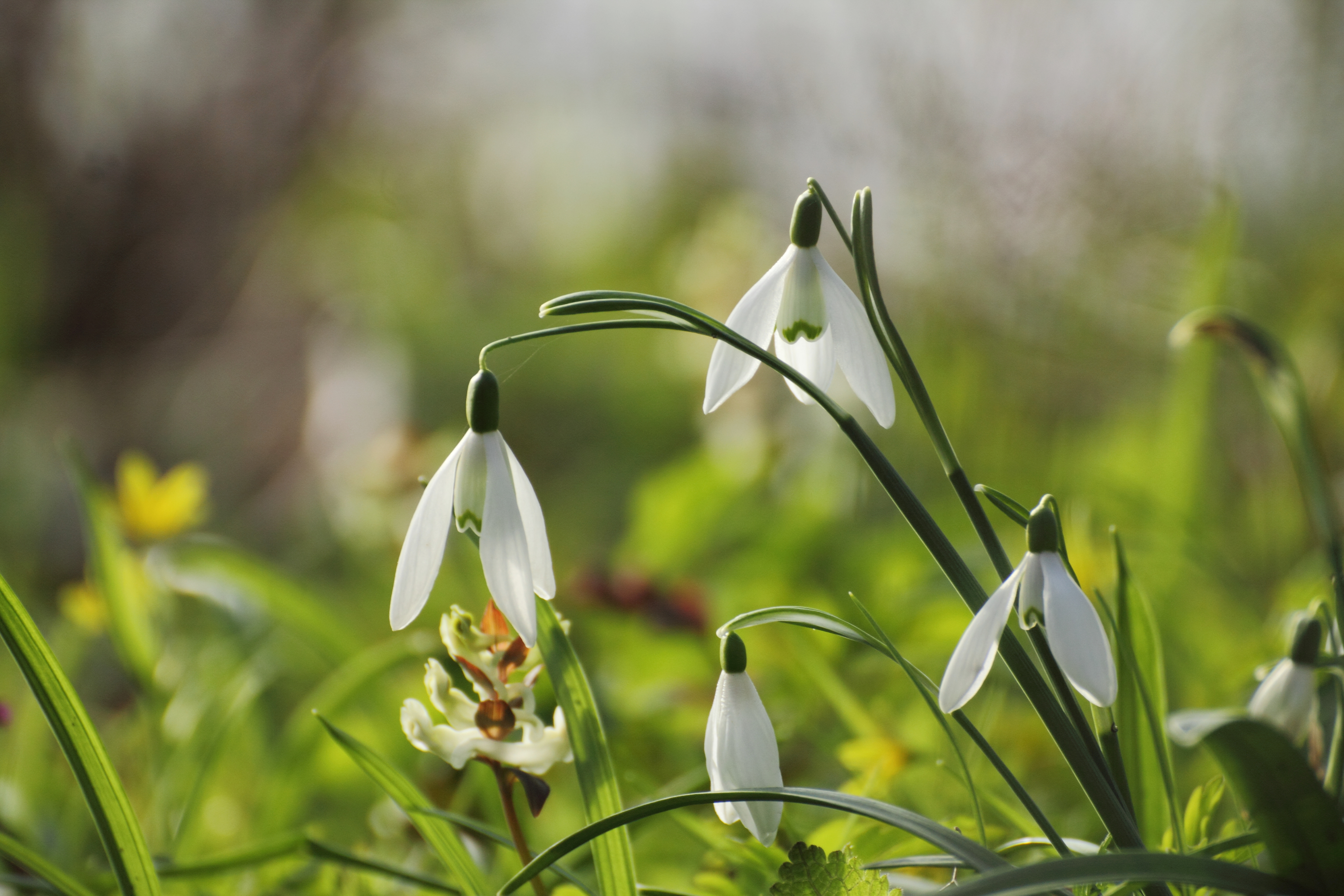
Sněženka v Dobříňském háji